# 우리농촌살리기운동본부
우리농촌살리기운동본부는 농업 문제가 농민들만의 문제가 아님을 깨닫고 도시와 농촌이 함께 더불어 살기 위해 시작된 운동으로 1994년 6월 29일 전국본부가 창립되었다. 천주교에서 시작한 운동이다. 생명농업이라 부르는 친환경 농업방식으로 농촌에서 농사를 짓는 농민들이 모인 단체를 가톨릭농민회라하고, 이들의 농산물을 소비하는 이들이 모인 단체를 우리농촌살리기운동본부라고 한다. 천주교의 각 교구별로 운영되고 있다.

## 주요 사업
- 교육 및 조직사업
  - 생산자 및 소비자교육
- 조사연구사업
  - 소비자 조직 현황 및 운영실태 조사
  - 생산자 조직의 직거래 현황 및 운영실태 조사
- 홍보 및 출판사업
  - 소식지 발간
  - 자료집 발간
- 농산물직거래사업